# كونستانتين ديما
كونستانتين ديما (بالرومانية: Constantin Dima)‏ هو لاعب كرة قدم روماني في مركز الدفاع، ولد في 21 يوليو 1999 في بوخارست في رومانيا. لعب مع ديسنا تشرنيغوف ودينامو بوخارست ونادي أسترا جورجو ونادي فيتورول كونستانتا ويو تي أي أراد.

## وصلات خارجية
- كونستانتين ديما على موقع قاعدة بيانات كرة القدم.إي يو (الإنجليزية)
- كونستانتين ديما على موقع Soccerway.com (الإنجليزية)